# Raekwon
Corey Woods (født 12. januar 1970) bedre kendt som Raekwon er en amerikansk rapper fra gruppen Wu-Tang Clan. Han udgav sin første soloplade i 1995 (Only Built 4 Cuban Linx...). I 2009 udkom efterfølgeren til hans første soloalbum (Only Built 4 Cuban Linx Pt. 2...). Raekwon benytter sig af Mafio-rapstilen begge album igennem. Ud af de 40 sange fra albummene gæsterapper Ghostface Killah på 18 af dem og har en stor del med albummenes historie og gennemførsel at gøre. Ifølge Steve Huey fra allmusic bestod albummene af en fortælling om en mand, der skal stige i rang i den kriminelle industri ved hjælp af kriminelle aktiviteter og kokainsmugling.